# Валдорф (Вера)
Валдорф (њем. Walldorf) општина је у њемачкој савезној држави Тирингија. Једно је од 65 општинских средишта округа Шмалкалден-Мајнинген. Према процјени из 2010. у општини је живјело 2.280 становника. Посједује регионалну шифру (AGS) 16066085.

## Географски и демографски подаци
Валдорф се налази у савезној држави Тирингија у округу Шмалкалден-Мајнинген. Општина се налази на надморској висини од 290 метара. Површина општине износи 12,2 km². У самом мјесту је, према процјени из 2010. године, живјело 2.280 становника. Просјечна густина становништва износи 188 становника/km².